# モンテスペルトリ
モンテスペルトリ（伊: Montespertoli）は、イタリア共和国トスカーナ州フィレンツェ県にある、人口約13,000人の基礎自治体（コムーネ）。

## 地理

### 位置・広がり

#### 隣接コムーネ
隣接するコムーネは以下の通り。
- バルベリーノ・タヴァルネッレ (バルベリーノ・ヴァル・デルサ、タヴァルネッレ・ヴァル・ディ・ペーザ)
- カステルフィオレンティーノ
- チェルタルド
- エンポリ
- ラストラ・ア・シーニャ
- モンテルーポ・フィオレンティーノ
- サン・カシャーノ・イン・ヴァル・ディ・ペーザ
- スカンディッチ

### 気候分類・地震分類
モンテスペルトリにおけるイタリアの気候分類 (it) および度日は、zona E, 2158 GGである。
また、イタリアの地震リスク階級 (it) では、zona 3 (sismicità bassa) に分類される。

## 行政

### 分離集落
モンテスペルトリには以下の分離集落（フラツィオーネ）がある。
- Martignana, Ortimino, Lucardo, Fornacette, San Pancrazio (in parte) Lucignano, San Quirico in Collina, Poppiano, Montagnana Val di Pesa, Montegufoni, Baccaiano, Anselmo, Montalbino, Tresanti, Botinaccio

## 姉妹都市
- カロニーア
- サント・ステーファノ・ディ・カドーレ
- エペルネー、フランス
- ノイシュタット・アン・デア・アイシュ（ドイツ語版）、ドイツ
- Tichla、サハラ・アラブ民主共和国